# Андрейково (Бурашевське сільське поселення, Калінінський район)
Андрейково (рос. Андрейково) — присілок в Калінінському районі Тверської області Російської Федерації.
Населення становить 387 осіб. Входить до складу муніципального утворення Бурашевське сільське поселення.

## Історія
Від 2005 року входить до складу муніципального утворення Бурашевське сільське поселення.

## Населення
| 1859 | 1886 | 1997 | 2002 | 2010 |
| ---- | ---- | ---- | ---- | ---- |
| 31   | ↗52  | ↗380 | ↗389 | ↘387 |